# Максим Сурайкин
Максим Александрович Сурайкин (на руски: Максим Александрович Сурайкин) е руски политик. От 19 септември 2018 г. е депутат и заместник-председател на Законодателното събрание на Уляновска област. Той е председател на партия „Комунисти на Русия“.

## Биография
Максим Сурайкин е роден на 8 август 1978 г. в град Москва, Руска СФСР, СССР. През 1995 г. завършва средно училище № 204 в Москва и постъпва в Московския държавен железопътен университет към Института по управление и информационни технологии. През 2000 г. завършва катедра „Логистика, товарни превози и търговска дейност“ на Московския държавен железопътен университет. След като завършва университета, той ръководи фирма за ремонт на компютри в продължение на десет години, като същевременно работи като преподавател в катедра „Мениджмънт” в същия университет.
На президентските избори в Русия през 2018 г. е кандидат за президент, издигнат от партия „Комунисти на Русия“. Той се нарежда на 7-мо място, за него гласуват 499 342 души (или 0,68 %).